# Companiganj (Sylhet)
Companigonj è un sottodistretto (upazila) del Bangladesh situato nel distretto di Sylhet, divisione di Sylhet. Si estende su una superficie di 278,55 km² e conta una popolazione di 85.169 abitanti (dato censimento 1991).